# Danica Curcic
Danica Curcic, nascida Danica Ćurčić, (Belgrado, 27 de agosto de 1985) é uma atriz sérvia-dinamarquesa, conhecida por interpretar Mia Lambert no seriado The Mist.

## Biografia
Danica Curcic nasceu em Belgrado. Quando era bebê, mudou-se para Copenhague com a família, onde seu pai trabalhou na Embaixada da Iugoslávia. Danica estudou no Sankt Annæ Gymnasium, antes de obter um diploma em cinema e meios de comunicação pela Universidade de Copenhague. Em seguida, Curcic passou um ano na Califórnia tendo aulas de atuação antes de se matricular na Danish National School of Theatre and Contemporary Dance, tendo-se graduado em 2012. 

## Filmografia

### Cinema
| Ano  | Título            | Papel    | Nota                                               |
| ---- | ----------------- | -------- | -------------------------------------------------- |
| 2011 | Mike Hunt         | Woman    |                                                    |
| 2012 | Fængsel           | Sofie    |                                                    |
| 2012 | Over kanten       | Veronika |                                                    |
| 2013 | Oasen             | Laura    |                                                    |
| 2014 | On the Edge       | Signe    |                                                    |
| 2014 | All Inlcusive     | Dittie   |                                                    |
| 2014 | The Absent One    | Kimmie   | Prêmio Bodil de Melhor Atriz Coadjuvante - Nomeada |
| 2014 | Silent Heart      | Sanne    | Prêmio Bodil de Melhor Atriz Principal             |
| 2015 | Long Story Short  | Maya     |                                                    |
| 2015 | The Gold Coast    | Caroline |                                                    |
| 2016 | Across the Waters | Miriam   |                                                    |
| 2017 | Darling           | Darling  |                                                    |

### Televisão
| Ano  | Título         | Papel         | Nota |
| ---- | -------------- | ------------- | ---- |
| 2010 | Those Who Kill | Margaretha    |      |
| 2013 | The Bridge II  | Beate         |      |
| 2013 | Wallander III  | Corina        |      |
| 2013 | Tomgang        | Sandy         |      |
| 2016 | Nobel          | Adella Hanefi |      |
| 2017 | The Mist       | Mia Lambert   |      |
| 2020 | Equinox        |               |      |